# 章綡
章綡（1062年—1125年），建州浦城縣人。章楶第三子。

## 生平
紹聖元年（1094年）甲戌科進士。歷任陝西路轉運判官、知湖州、知溫州、戶部倉部司員外郎、秀州通判、秘書省校書郎。
宣和三年（1121年），任兩浙提點刑獄、知越州、兼管兩浙東路安撫司。宣和五年（1123年），加右文殿修撰，同年為龍圖閣直學士，致仕。
宣和七年（1125年）正月，章綡病逝，年六十四。